# 威廉·安東·馮·克萊維茨

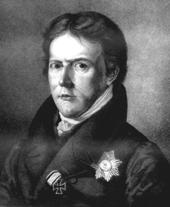
威廉·安東·馮·克萊維茨

威廉·安东·冯·克莱维茨（德語：Wilhelm Anton von Klewitz or Klewiz，1760年8月1日-1838年7月26日）是一位普鲁士政治家和公务员，因参与普鲁士改革和建立德意志关税同盟而闻名。